# Philiris argenteus
Philiris argenteus är en fjärilsart som beskrevs av Rothschild 1917. Philiris argenteus ingår i släktet Philiris och familjen juvelvingar. Inga underarter finns listade i Catalogue of Life.